# David N. Spergel
David N. Spergel (né le 25 mars 1961) est un cosmologiste américain en poste à l'université de Princeton. Il est surtout connu pour sa participation à la mission spatiale WMAP qui a permis une étude d'une qualité sans précédent des anisotropies du fond diffus cosmologique. Il a participé à l'extraction des paramètres cosmologiques à partir des données de cette mission, permettant ainsi d'établir avec grande précision le modèle standard de la cosmologie.
Il participe également aux projets Atacama Cosmology Telescope (ACT) et Terrestrial Planet Finder (TPF).
Il partage le prix Shaw 2010 d'astronomie avec Charles Bennet et Lyman Page.
David N. Spergel est le scientifique principal du programme UAP annoncé au début du mois de juin 2022 par la NASA. Ce programme d'études indépendantes des phénomènes aériens non-identifiés (UAP en anglais), doté d'un budget de 100.000$ et comprenant 8 à 12 experts pour une durée de près d'un an, a été décidé après de nombreuses observations d'OVNIS ces dernières années (dont certaines ont été officiellement déclassifiées par les autorités et largement diffusées depuis lors dans le public).